# Piper lechlerianum
Piper lechlerianum är en pepparväxtart som beskrevs av C. Dc.. Piper lechlerianum ingår i släktet Piper och familjen pepparväxter. Inga underarter finns listade i Catalogue of Life.